# Dipartimento di El Progreso
Il dipartimento di El Progreso è uno dei 22 dipartimenti del Guatemala, il capoluogo è la città di Guastatoya.

## Comuni
Il dipartimento di El Progreso conta 8 comuni:
- El Jícaro
- Guastatoya
- Morazán
- San Agustín Acasaguastlán
- San Antonio la Paz
- San Cristóbal Acasaguastlán
- Sanarate
- Sansare